# Mnemosyne (software)
Mnemosyne (vernoemd naar de Griekse figuur Mnemosyne) is een vrij computerprogramma om flitskaarten te leren door middel van gespreide herhaling. Het is geschreven in de programmeertaal Python en het is vrijgegeven onder de GPL.

## Overzicht
Naast tekst kan men ook afbeeldingen, geluid en wiskundige formules (met LaTeX) opslaan op de flitskaarten. Ook biedt Mnemosyne ondersteuning voor het tonen van HTML. Het programma kan uitgevoerd worden vanaf een USB-stick.
Bij het doornemen van de geheugenkaartjes, wordt de gebruiker gevraagd om per kaartje in te schatten hoe goed men iets kent. Dit gebeurt op een schaal van 0 tot 5 waarbij geldt dat hoe hoger het getal, hoe beter men het gevraagde kon herinneren.
Mnemosyne verzamelt anonieme gegevens over de manier waarop de gebruiker leert. Deze gegevens worden op vrijwillige basis doorgestuurd naar een centrale server voor wetenschappelijk onderzoek over langetermijngeheugen. Bienstman verstrekt deze gegevens op verzoek.

## Geschiedenis
Mnemosyne ontstond uit het werk van Peter Bienstman aan het programma MemAid. Dit programma werd destijds ontwikkeld door David Calinski als alternatief voor het commerciële programma SuperMemo. MemAid wordt tegenwoordig niet meer ontwikkeld maar er zijn twee projecten uit ontstaan: het vrije Mnemosyne en het commerciële FullRecall van Calinski.

## Werking
Het algoritme dat Mnemosyne gebruikt, is gebaseerd op het SM2-algoritme van SuperMemo.